# 3693 Barringer
För andra betydelser, se Barringer.
3693 Barringer eller 1982 RU är en asteroid i huvudbältet som upptäcktes den 15 september 1982 av den amerikanske astronomen Edward L.G. Bowell vid Anderson Mesa Station. Den är uppkallad efter amerikanen Daniel Barringer.
Asteroiden har en diameter på ungefär 27 kilometer och den tillhör asteroidgruppen Meliboea.